# Driopea inermis
Driopea inermis är en skalbaggsart som beskrevs av Francis Polkinghorne Pascoe 1864. Driopea inermis ingår i släktet Driopea och familjen långhorningar. Inga underarter finns listade i Catalogue of Life.